# قائمة مواقع الانتحار

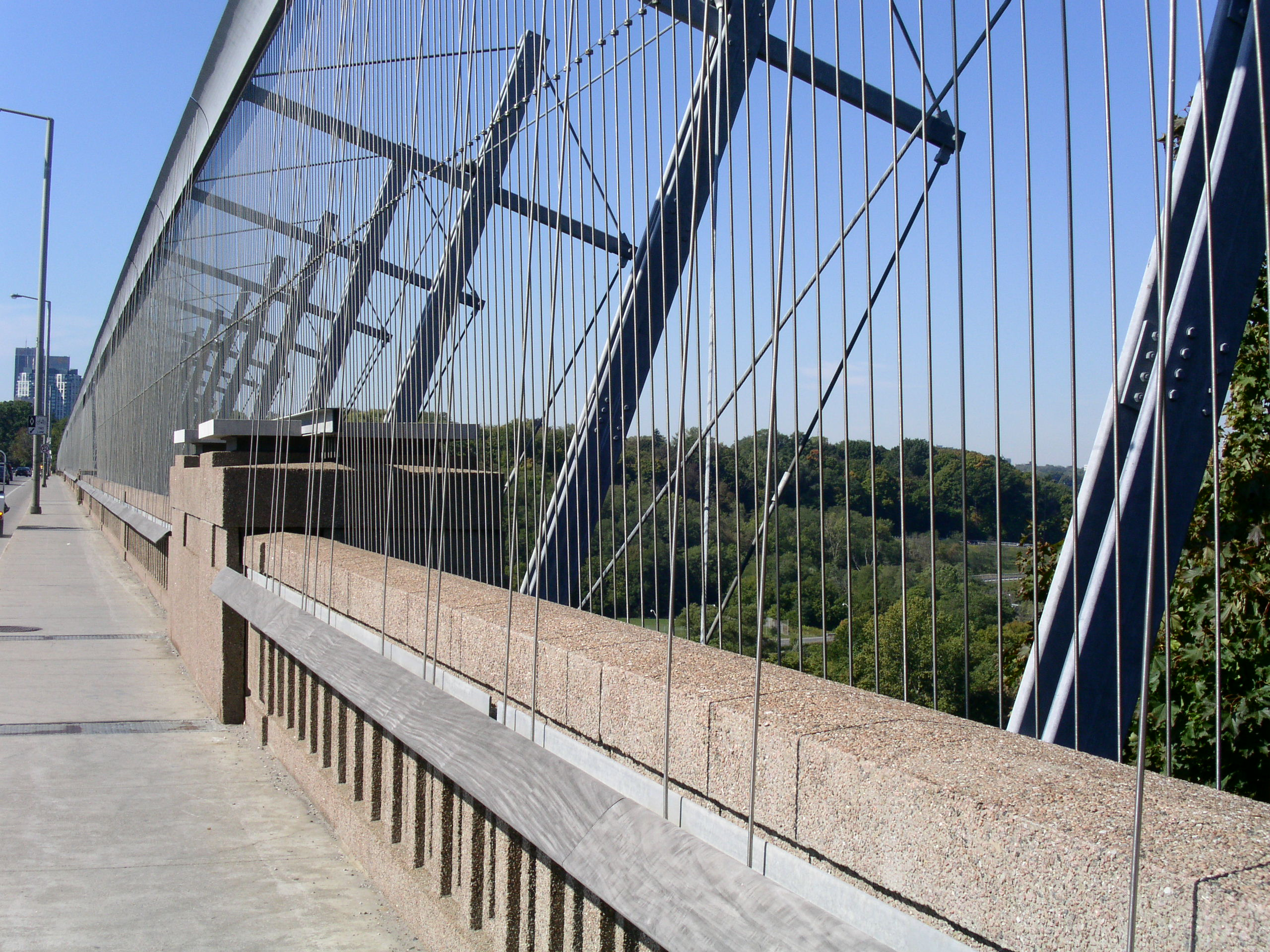
الحجاب الساطع تورونتو' جسر الأمير إدوارد يمنع الناس من القفز من الجسر، ولكن لم تظهر القفزات الشاملة أي تأثير على معدلات الانتحار على مستوى المدينة.

فيما يلي قائمة بالمواقع الحالية والتاريخية المختارة في كثير من الأحيان حيث تؤدى نظراً إلى اختيارها من قبل أشخاص إلى ارتكاب الانتحار، عادة عن طريق القفز. بعض المواقع المدرجة قد تم تثبيت حواجز منع الانتحار، وغيرها من الاحتياطات اللازمة، مثل خط الأزمة الساخن.
العدد الدقيق للضحايا يصعب تحديده في بعض الأحيان حيث أن العديد من السلطات القضائية ووكالات الإعلام قد توقفت عن جمع التقارير وإحصائيات حول حالات الانتحار في مواقع مشتركة، تبعاً للاعتقاد أن توافر المعلومات قد يكون مصدراً وباعثاً لتشجيع الآخرين.[بحاجة لمصدر]

## أشهر المواقع
- نانجينغ جسر نهر اليانغتسى، نانجينغ — أكثر من 2000 حالة انتحار من عام 1968 إلى 2006[1]
- جسر البوابة الذهبية، سان فرانسيسكو — أكثر من 1500 حالة انتحار[2][3]
- جسر الأمير إدوارد، تورونتو، أونتاريو — 492 حالة انتحار ارتكبت قبل إنشاء الحجاب المضيىء، وهو حاجز من 9000 من قضبان الصلب تم بناؤه.وهو الملقب ب«نقطة جذب للانتحار».
- غابة أوكيغاهارا، جبل فوجي، اليابان — ما يصل إلى 108 حالة انتحار سنويا;[4] وأشار مصدر واحد أنه يعد ثاني أكثر الأماكن شعبية[5]

## المواقع حسب القارة

### أفريقيا
- جسر فان ستادينز، كيب الشرقية، جنوب أفريقيا — كانت معدلات الانتحار منذ البناء هي 88 في 1971.[6]
- مدينة بونتي السكنية في جوهانسبرغ[7]

### آسيا
- نانجينغ جسر نهر اليانغتسى - أكثر من 2000 حالة انتحار منذ عام 1968، ~ 50 / سنة.
- جبل ميهارا، اليابان - بركان نشط في جزيرة إيزو أوشيما. بعد كيوكو ماتسوموتو قفز في الحفرة في عام 1933، وأثارت تقارير إعلامية مئات المقلدين حتى عام 1936، عندما تم تقييد الوصول.[8]
- مترو كلكتا، كلكتا، الهند - أكثر عن 300 من محاولات الانتحار، عدد الضحايا هو تقريبا 150 منذ افتتاحه في عام 1984. والعدد هو الأعلى في محطة رابندرا ساروبار، مما يساهم بنحو 70 في المئة في عدد القتلى.
- محطة شين-كيوا، اليابان
- توجينبو، اليابان
- غابة أوكيغاهارا، جبل فوجي، اليابان — ما يصل إلى 108 حالة انتحار سنويا;[4] ويشير مصدر واحد أنه ثانى موقع الأكثر شعبية[5]
- جسر نهر ووهان اليانغتسى، ووهان — 24.7 حالة انتحار سنويا[9]
- الروشة، بيروت
- خزان بيدوك، سنغافورة
- بيلا فيستا فيللا، تشيونغ تشاو، هونغ كونغ
- مشهد الوادي الأخضر كوديكانال، الهند — وكان يسمى سابقا «نقطة الانتحار»
- مترو طهران، طهران، إيران
- برج الميلاد، طهران، إيران

### أوروبا
- جسر أرسكين، إرسكين، اسكتلندا، المملكة المتحدة - وتقدر ب 15 حالة انتحار سنويا
- جسر البوسفور، اسطنبول - يحاول أكثر من 100 الانتحار سنويا
- مترو أنفاق لندن، لندن، المملكة المتحدة - 100-150 الانتحار سنويا.
- بيتشي هيد، إنجلترا، المملكة المتحدة - 20 حالة انتحار سنويا[10]
- جسر كليفتون المعلق، بريستول، إنجلترا، المملكة المتحدة - تم رصد أكثر من 500 حالة انتحار منذ افتتاحه في عام 1864.ثم أقيمت حواجز الانتحار في عام 1998، والذي بمقتضاه انخفض معدل الانتحار إلى النصف خلال السنوات التالية.[11]
- سيغوفيا الجسر، مدريد، إسبانيا - بالعامية جسر الانتحار، بدءا من القرن 17 حتى 1990، عندما رأى السقوط المميتة بمعدل مرة واحدة في الأسبوع. نصبت حاجزا في عام 1998.[12]
- جسر الهمبر، كينغستون أبون هل، إنجلترا، المملكة المتحدة - تم رصد أكثر من 200 حادث سفوط من قبل أشخاص قاموا بالقفز من الجسر خلال ال 26 سنة الأولى بعد افتتاحه في عام 1981، خمسة فقط تم بقائهم على قيد الحياة.[13]
- جسر الدوقة شارلوت، مدينة لوكسمبورغ، لوكسمبورغ - أكثر من 100 حالة انتحار منذ افتتاحه في عام 1966. ومنذ عام 1993، حاجز زجاجي منع الناس من القفز من فوق الجسر والتي تقع على قمة المنازل أدناه.[14]
- منحدرات موهر، مقاطعة كلير، أيرلندا -تم  منع  أربعة حالات انتحار في 2008[15]
- توريسالو الهاوية، استونيا[16]
- جسر أسباروهوف، فارنا، بلغاريا
- الهاوية بونينوفو، دوبروفنيك، كرواتيا
- جسر في تيورا، فنلندا
- جسر جولدزش، رايشنباخ إم فوغتلاند، ألمانيا -نقطة جذب مثالية لمحاولات الانتحار في ألمانيا،[17] تحت إشراف استمر من قبل الشرطة الاتحادية،[18] مشهد من 2001 وثيقة انتحار والتي أدت في 2002 إلى وثائقي  Teuflische الألعاب  ( ألعاب شيطانية ).[19]
- بريكستولن، منحدر جبلى في روغالاند، النرويج. ارتفاع الجبل النائي وساعتين من أجل الوصول إلى البقعة أديا إلى منع حالات الانتحار المرتفعة، ولكن عدد قليل من الناس تبذل مزيد من الجهد في كل عام.
- جسر الممر ، هاي جيت في لندن، المملكة المتحدة - وقد شهد هذا العديد من الوفيات من خلال القفز في السنوات ال 14 الماضية.
- جسر 25 أبريل، لشبونة، البرتغال[20]

### أمريكا الشمالية

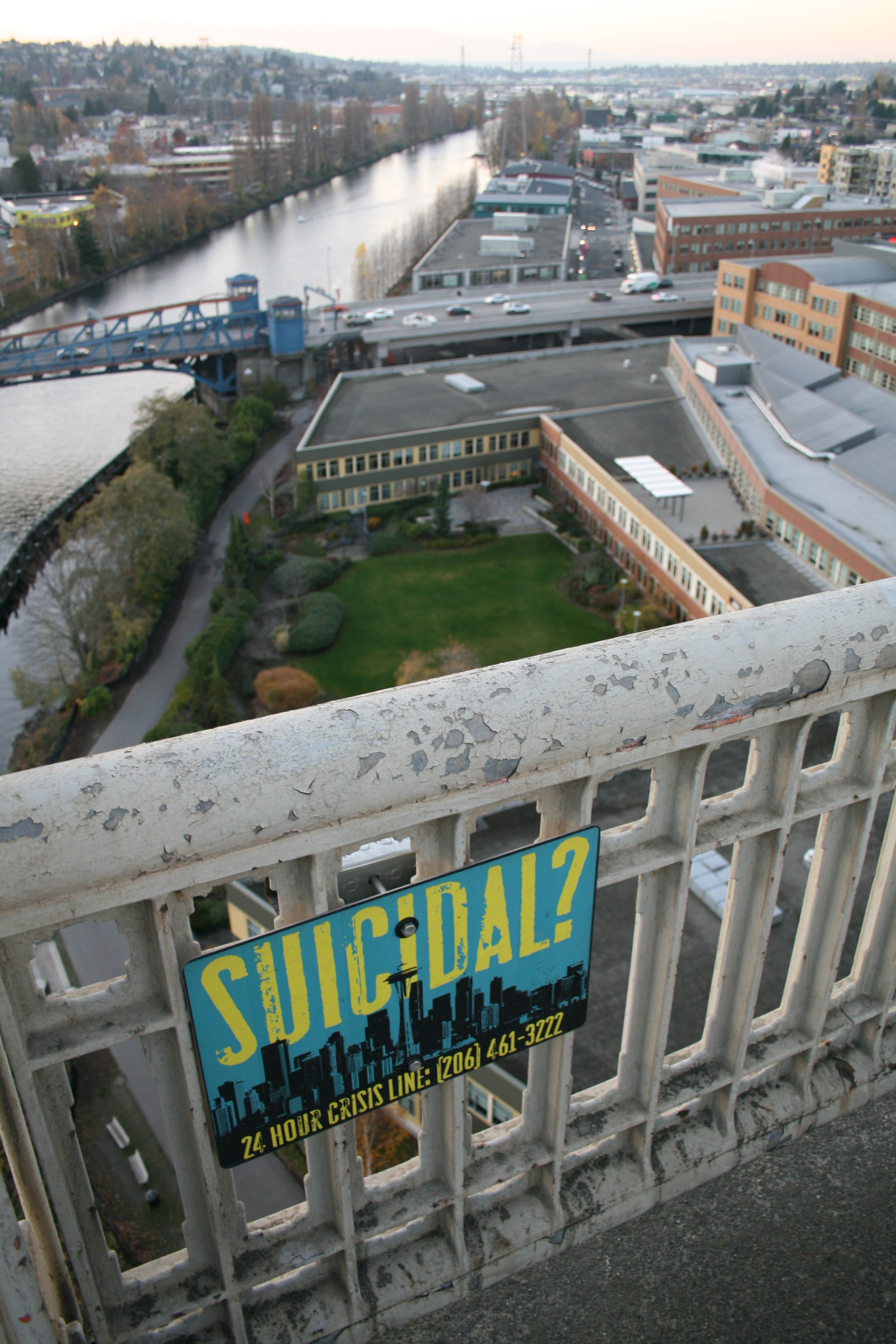
الخط الساخن حول الإنتحار على جسر جورج واشنطن التذكاري، سياتل، واشنطن

- جسر البوابة الذهبية، سان فرانسيسكو، كاليفورنيا - الإحصاء الرسمي توقف عند 997 لمنع «الخارجين على سجل الأرقام القياسية» [بحاجة لمصدر]
- جسر كورونادو، سان دييغو، كاليفورنيا - أكثر من 200 حالة انتحار (1972–2000)[21]
- جسر جورج واشنطن بين نيو جيرسي ومدينة نيويورك - لقد كان في المتوسط حوالي 10 حالات انتحار سنويا، وتم تسجيل 18 حالة في عام 2012.[22][23]
- جسر جورج واشنطن التذكاري ("جسر أورورا")، سياتل، واشنطن - أكثر من 230 حالة انتحار منذ عام 1932،[24] مع أكثر من 50 حالة من 1997-2007[25]
- جسر صن شاين سكاي واي، خليج تامبا، فلوريدا - تم رصد ما لا يقل عن 130 شخصا حاولوا الانتحار بالقفز من مركز الممر في مياه خليج تامبا منذ افتتاح الجسر الجديد في عام 1987 وقد رصد تقريبا 10 آخرين، لكنهم قد نجوا. ردا على ذلك، ولاية فلوريدا قامت بتثبيت ستة هواتف الخط الساخن طول فترة المركز في عام 1999، وبدأت دوريات على مدار 24 ساعة. اعتبارا من عام 2003، وقد تلقى مركز الاتصال 18 إتصالا من محاولات انتحار محتملة، وجميعهم على قيد الحياة.[26] ومع ذلك، لم ينخفض العدد الإجمالي للذين قفزوا إلى حد كبير منذ إدخال هذه الضمانات.[بحاجة لمصدر] أغنية «طريق سكاى واى» التي كتبها نحن ملوك هو حول عاشقين الذين يقررون الانتحار معا من فوق هذا الجسر[27]
- جسر كارتييه جاك، مونتريال، كيبيك - أكثر من 143 حالة انتحار.ثم تم نصب الحواجز لمنع الانتحار في عام 2003.

- جامعة كورنيل جسر مخنوق ضيق جسر الانتحار في 1970، 1990، وذلك في العام الدراسي 2009-2010. وردت الجامعة عن طريق نشر حراس أمن على الجسر.
- جسر فورسيسل في صحراء، كاليفورنيا -الحالات تقدر ب 65 حالة انتحار منذ البناء في عام 1973، العدد الفعلي أعلى من المرجح[29][30]
- جسر النهر الجديد الخانق في فايتفيل، فيرجينيا الغربية
- شلالات نياجرا - بين 1856 و 1995 كان هناك 2780 حالة انتحار معروفة. وهناك من 20 إلى 25 حالة في العام.[31]
- جسر فيستا، بورتلاند، أوريغون - المتوسط أربع حالات انتحار سنويا[32]
- جسر تابان زي، تاريتاون، نيويورك - أكثر من 30 حالة انتحار بين عامي 2002 و 2012؛ يشار إليها أحيانا باسم «جسر غولدن غيت الشرق»[33]
- مترو تورنتو رابد ترانزت - وقد فقد 150 شخصا قتلوا أنفسهم، وكانت هناك 100 محاولة إضافية بين عامي 1998 و 2007.[34][35][36]

### أوقيانوسيا
- الفجوة، سيدني - تشير التقديرات إلى ما يقرب من 50 حالة انتحار سنويا[37]
- جسر البوابة الغربية، ملبورن - سجل «ما يصل إلى حالة انتحار واحدة» كل ثلاثة أسابيع[38]

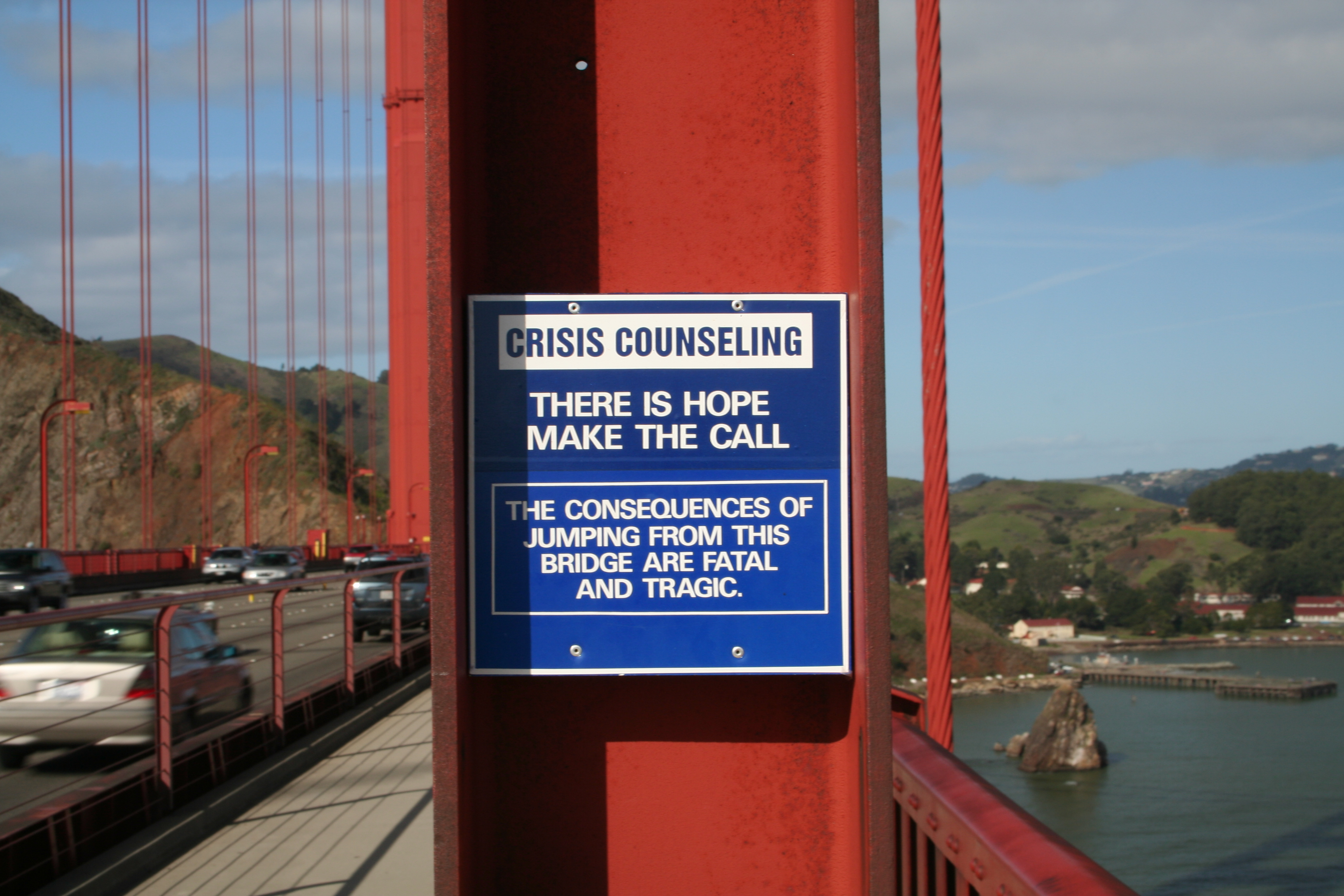
منع الإنتحار رسالة على جسر البوابة الذهبية في سان فرانسيسكو، كاليفورنيا

- جسر جرافتون، أوكلاند، نيوزيلندا - أزيلت حواجز الانتحار في عام 1996 بعد أن ظلت في مكانها لستين عاما ولكن حلت محلها في عام 2003.[39]

- قمة رئيس المحامين، دنيدن، نيوزيلندا - «لديها سمعة لا تحسد عليها من حيث وجود أكبر عدد من الوفيات الناجمة عن الانتحار في مكان واحد في نيوزيلندا»[بحاجة لمصدر]

### أمريكا الجنوبية
- فيادكتو غارسيا كادينا، بوكارامانغا، كولومبيا[40]
- إدواردو فيلينا ري الجسر في ليما، بيرو. كان يجب تغطية الجسر بنوافذ كبيرة نظرا لمعدلات الانتحار. ويعتقد الشارع تحت الجسر كان مسكونا.[41]